# Iki-gokoku-jinja
 (avril 2024).
La mise en forme du texte ne suit pas les recommandations de Wikipédia : il faut le « wikifier ».
Les points d'amélioration suivants sont les cas les plus fréquents. Le détail des points à revoir est peut-être précisé sur la page de discussion.
- Les titres sont pré-formatés par le logiciel. Ils ne sont ni en capitales, ni en gras.
- Le texte ne doit pas être écrit en capitales (les noms de famille non plus), ni en gras, ni en italique, ni en « petit »…
- Le gras n'est utilisé que pour surligner le titre de l'article dans l'introduction, une seule fois.
- L'italique est rarement utilisé : mots en langue étrangère, titres d'œuvres, noms de bateaux, etc.
- Les citations ne sont pas en italique mais en corps de texte normal. Elles sont entourées par des guillemets français : « et ».
- Les listes à puces sont à éviter, des paragraphes rédigés étant largement préférés. Les tableaux sont à réserver à la présentation de données structurées (résultats, etc.).
- Les appels de note de bas de page (petits chiffres en exposant, introduits par l'outil «  Source ») sont à placer entre la fin de phrase et le point final[comme ça].
- Les liens internes (vers d'autres articles de Wikipédia) sont à choisir avec parcimonie. Créez des liens vers des articles approfondissant le sujet. Les termes génériques sans rapport avec le sujet sont à éviter, ainsi que les répétitions de liens vers un même terme.
- Les liens externes sont à placer uniquement dans une section « Liens externes », à la fin de l'article. Ces liens sont à choisir avec parcimonie suivant les règles définies. Si un lien sert de source à l'article, son insertion dans le texte est à faire par les notes de bas de page.
- La présentation des références doit suivre les conventions bibliographiques. Il est recommandé d'utiliser les modèles {{Ouvrage}}, {{Chapitre}}, {{Article}}, {{Lien web}} et/ou {{Bibliographie}}. Le mode d'édition visuel peut mettre en forme automatiquement les références.
- Insérer une infobox (cadre d'informations à droite) n'est pas obligatoire pour parachever la mise en page.

Pour une aide détaillée, merci de consulter Aide:Wikification.
Si vous pensez que ces points ont été résolus, vous pouvez retirer ce bandeau et améliorer la mise en forme d'un autre article.
Iki-gokoku-jinja (壱岐護国神社, Iki Gokoku Jinja) est un sanctuaire shinto situé dans la province d'Iki au  Japon,. Il est également appelé sanctuaire Iki. C'est un des sanctuaires Gokoku, ou un sanctuaire dédié aux morts de guerre. Ces sanctuaires ont été créés pour servir à consacrer les morts de guerre, et ils étaient tous considérés comme des « branches » du sanctuaire Yasukuni. Ils ont été renommés de Shokonsha en 1939. Outre les morts de guerre, ce sanctuaire vénère également d'autres divinités, d'où le fait qu'il soit parfois simplement appelé sanctuaire Iki.
Bien que certaines divinités de chaque sanctuaire chevauchent celles du Yasukuni-jinja, les divinités de chaque sanctuaire ne sont pas séparées du sanctuaire Yasukuni et accomplissent leurs propres rituels en invitant les âmes de leurs propres divinités. Il existe cependant quelques exceptions, comme Hida Gokoku-jinja dans la préfecture de Gifu et Iki-gokoku-jinja dans la préfecture de Nagasaki.

## Histoire
Shōni Suketoki (ja) était un héros de guerre contre les Mongols. Il est mort en 1281.
Le monticule de pierre appelé « Shounii-sama » (ショウニイさま) a été reconnu en 1898 (la 31e année de l'ère Meiji) comme la tombe de Shōni Suketoki (ja), incarnant la foi des populations locales qui la transmettent et la protègent depuis plus de 600 ans.
1944 : Construction de la salle principale
1948 : Fête de la consécration des divinités
1952 : Festival du Iki-gokoku-jinja
1955 : Un homme est consacré, mort de maladie à la guerre.
1956 : Le 8 novembre, une partie des esprits de ceux du comté d'Iki morts à la guerre ou de maladie sont consacrés au sanctuaire Yasukuni. L'approbation a été accordée pour l'appeler également Iki-gokoku-jinja.
2005: Le sanctuaire a été rénové.

## Principaux festivals
1er janvier : Fête du Nouvel An
11 février : Festival de la Journée nationale de la Fondation
12 avril : veille du Grand Festival
13 avril : Grande Fête
Troisième dimanche d'avril : Grande Fête régulière, Cérémonie d'Offrande, Fête des Tombes
27 mai : Service commémoratif de la Marine
15 août : Festival du Mémorial de Fin de Guerre
31 décembre : Fête du Nouvel An

## Voir également
- Controverses sur le sanctuaire Yasukuni
- Sanctuaire national des martyrs de la révolution
- Sanctuaire des ancêtres
- Gokoku-jinja
- Tombe du Soldat inconnu
- Cimetière national d'Arlington
- Culte héroïque grec